# Bismack Biyombo
Bismack Biyombo Sumba (ur. 28 sierpnia 1992 w Lubumbashi) – kongijski koszykarz występujący na pozycji środkowego, do 2024 zawodnik Oklahoma City Thunder.
Biyombo został znaleziony przez byłego trenera reprezentacji Jordanii i Angoli w koszykówce, Mario Palmę w wieku 16 lat na turnieju młodzieżowym w Jemenie. Jego gra zrobiła wrażenie na trenerze i dała mu szansę na przeniesienie się do Hiszpanii. Biyombo zadebiutował w lidze ACB 9 stycznia 2011 roku w barwach Fuenlabrady przeciwko DKV Joventut. Trafił 5 punktów i zaliczył 7 zbiórek w 13 minutach gry. W nisko przegranym spotkaniu z Realem Madryt zaliczył 6 punktów i zablokował trzy rzuty. W 2011 Biyombo wziął udział w meczu Nike Hoop Summit, podczas którego zdobył pierwsze w historii tej imprezy triple-double: 12 punktów, 11 zbiórek i 10 bloków. Został wybrany w drafcie NBA 2011 z siódmym numerem przez Sacramento Kings, ale został oddany do Charlotte Bobcats. 19 grudnia 2011 podpisał wieloletni kontrakt z Bobcats.
18 lipca 2015 roku podpisał umowę z klubem Toronto Raptors. 7 lipca 2016 jako wolny agent podpisał kontrakt z Orlando Magic.
7 lipca 2018 trafił do Charlotte Hornets w wyniku umowy zawartej między trzema drużynami.
1 stycznia 2022 zawarł 10-dniową umowę z Phoenix Suns. 11 stycznia 2022 przedłużył umowę z klubem do końca sezonu. 1 listopada 2023 został zawodnikiem Memphis Grizzlies. 10 lutego 2024 podpisał kontrakt z Oklahoma City Thunder.